# Прудище (Тверська область)
Прудище (рос. Прудище) — присілок в Калінінському районі Тверської області Російської Федерації.
Населення становить 41 особу. Входить до складу муніципального утворення Нікулинське сільське поселення.

## Історія
Від 2005 року входить до складу муніципального утворення Нікулинське сільське поселення.

## Населення
| 2010 |
| ---- |
| 41   |